# Henry Browne, Farmer
Henry Browne, Farmer é um curta metragem norte-americano de 1942, do gênero documentário, dirigido por Roger Barlow e narrado por Canada Lee.

## Produção
O filme foi produzido pelo Departamento de Agricultura dos Estados Unidos e mostra, pela primeira vez em uma produção do Governo daquele país, o papel dos negros na Segunda Guerra Mundial.
Henry Browne, Farmer foi distribuído pela Republic Pictures a partir de 2 de dezembro de 1942, tendo recebido uma indicação ao Oscar, na categoria Melhor Documentário de Curta Metragem.
A película está em domínio público e, portanto, pode ser baixada gratuitamente no Internet Archive.

## Principais premiações
| Prêmio | Categoria                             | Situação |
| ------ | ------------------------------------- | -------- |
| Oscar  | Melhor Documentário de Curta Metragem | Indicado |